# Gare d'Ål
La gare d'Ål est une gare ferroviaire de la ligne de Bergen. Elle est située dans le village et la municipalité d'Ål dans le district Hallingdal du Comté de Buskerud en Norvège. 

## Situation ferroviaire
Établie à 436 mètres d'altitude, la gare d'Ål est située au point kilométrique (PK) 262,85 de la ligne de Bergen, entre les gares de Gol, en direction de Hønefoss; et de Geilo, en direction de Bergen. Elle est située à 228,21 kilomètres de la gare centrale d'Oslo.

## Histoire
La gare d'Ål est mise en service en même temps que le tronçon de Bergen à Gulsvik (au nord du lac Krøderen) en 1907. Le bâtiment voyageur est dessiné par Paul Armin Due dans le style art nouveau. 
La gare devient un important centre ferroviaire de la ligne de Bergen, étant située à mi-chemin entre Bergen et Oslo. Les locomotives à vapeur nécessitent en effet d'être entretenues après 250 km de circulation. Les trains changent de locomotive à Ål, et la maintenance de ces dernières se produit dans une halle dédiée. Durant l'arrêt, les passagers achètent du lapskaus (ragoût de viande et pommes de terre) dans une assiette en carton. Il est également fréquent de renouveler l'équipage de sorte que beaucoup de cheminots s'établissent à Ål
Un restaurant indépendant du bâtiment voyageurs est érigé en 1948 par Norsk Spisevognselskap, la filiale de restauration de la société des chemins de fer norvégiens.
La gare est toujours dotée de personnel car elle se situe à la limite entre deux systèmes de signalisation. Les trains ne peuvent ainsi ni se croiser ni se doubler sans l'assistance d'un chef de gare. 

### Desserte

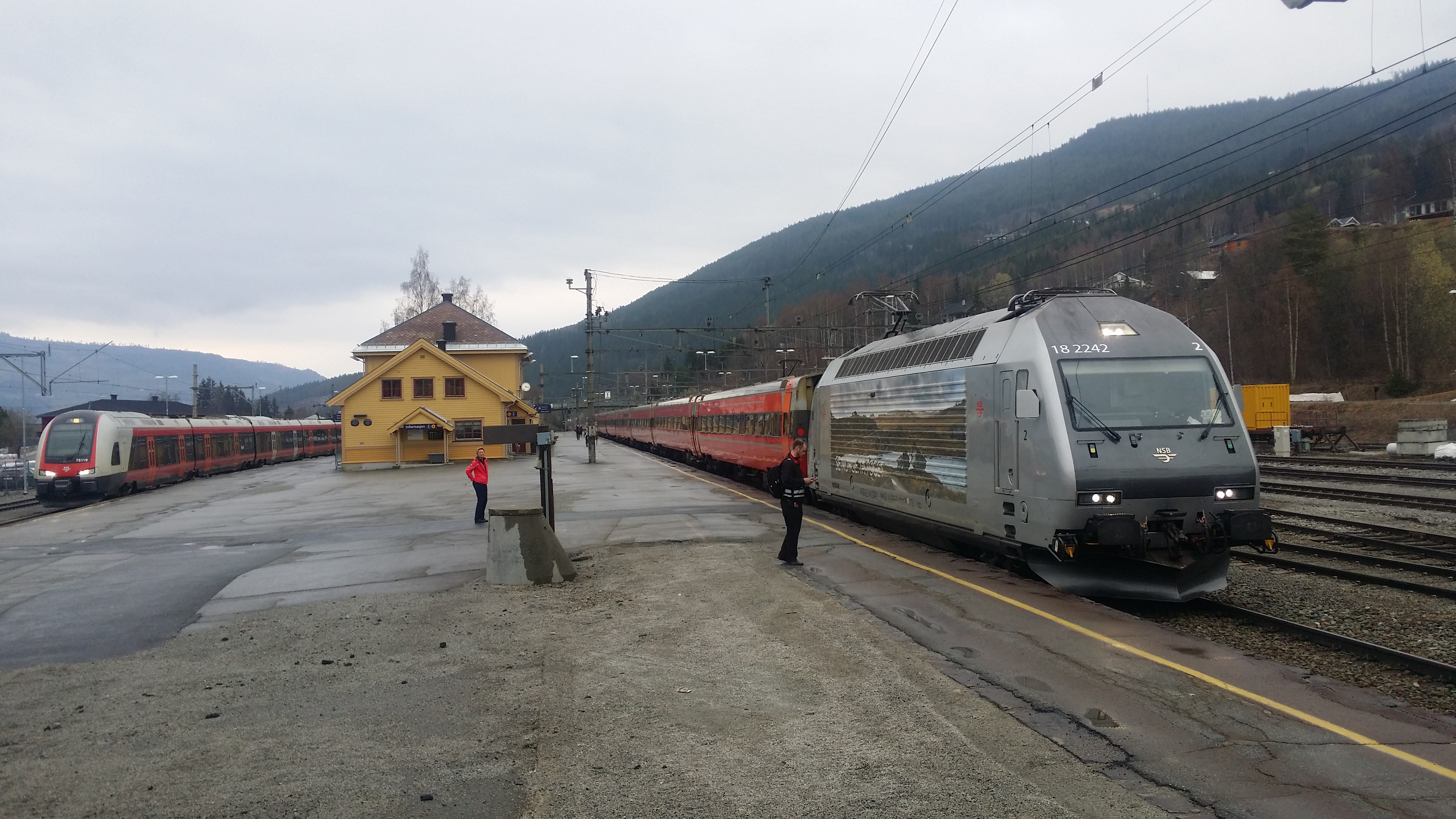
Desserte de la gare, avec le train 601 vers Bergen (à droite)

## Culture
Le groupe folk rock Hellbillies a sorti la chanson "På Ål stasjon" (à la gare d'Ål) en 1996.